# Fagiolo della Regina di Gorga
Il fagiolo della Regina di Gorga è un'antica varietà fagiolo bianco rampicante che trae il suo nome da Gorga Cilento, frazione di Stio nella provincia di Salerno. Negli ultimi anni è stato oggetto di studio del Consiglio per la ricerca e la sperimentazione in agricoltura di Pontecagnano (SA). I risultati ottenuti confermano l'elevato valore funzionale dei fagioli della Regina di Gorga, sia per quanto riguarda la composizione polifenolica che per quanto riguarda l’attività antiossidante.
Non è stata riscontrata una presenza significativa di principi antinutrizionali né di gliadina, fatto che conferisce al fagiolo della Regina di Gorga ulteriori proprietà positive.
Recentemente intorno a questo Fagiolo si è venuta a creare, grazie a Slow Food, la Comunità del Cibo dei produttori del Fagiolo della Regina di Gorga. Nel 2018 è rientrato ufficialmente a far parte dei prodotti oggetto di Presidio da parte di Slow Food 

## Etimologia
L'origine del nome nasce dalla leggenda secondo cui questo tipo di fagiolo sarebbe stato particolarmente gradito alla Regina di Napoli Maria Carolina d'Asburgo-Lorena.

## Caratteristiche colturali
Il prodotto viene coltivato in un'area compresa tra i 400 e i 700 m s.l.m., su terreni argillosi. Tradizionalmente veniva utilizzato una tecnica di semina a pertiche con lunghi pali di erica posti al centro di una fossa riempita di terreno particolarmente fertile su cui potevano svilupparsi fino a 5 piante alla volta.

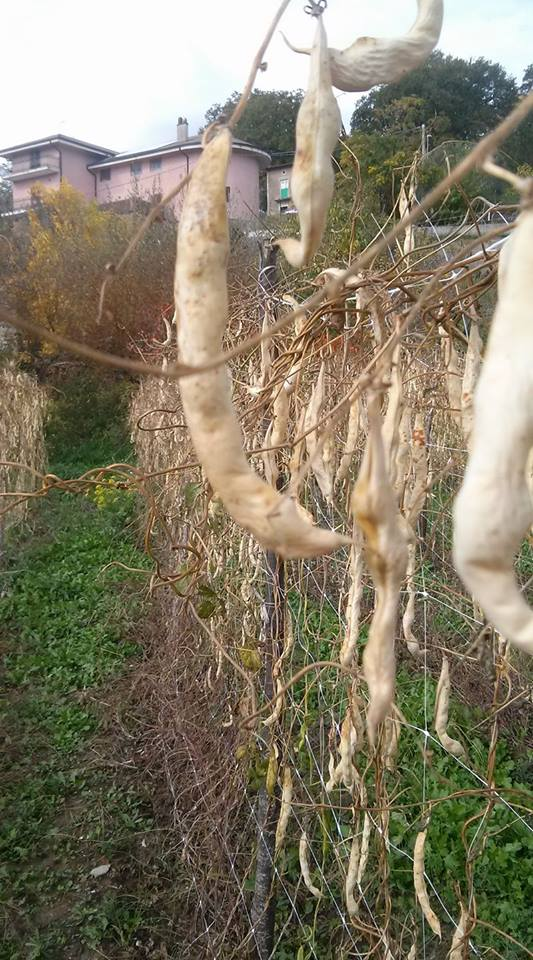
File di reti di Fagioli dell Regina, pronti alla raccolta.

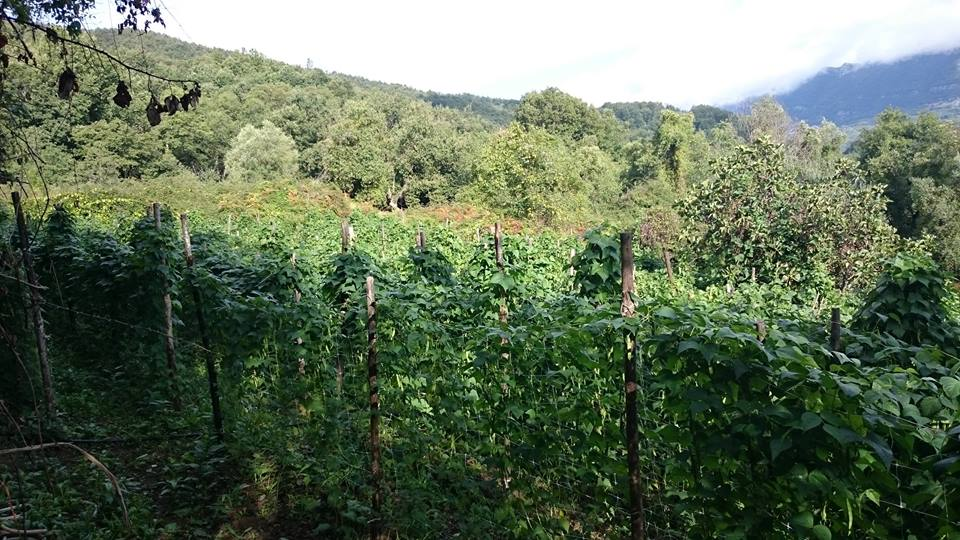
File di Fagioli della Regina di Gorga in piena vegetazione

Negli ultimi anni questo metodo è stato sempre più abbandonato a vantaggio di un metodo più razionale a file, composte da pali e reti. È un fagiolo che viene seminato tardivamente lungo le due settimane centrali del mese di giugno (la tradizione vuole nella settimana precedente e seguente le festività per di sant'Antonio di Padova) e viene raccolto tra la metà di ottobre e la metà di novembre. Predilige un ambiente umido e fresco.

## Caratteristiche organolettiche

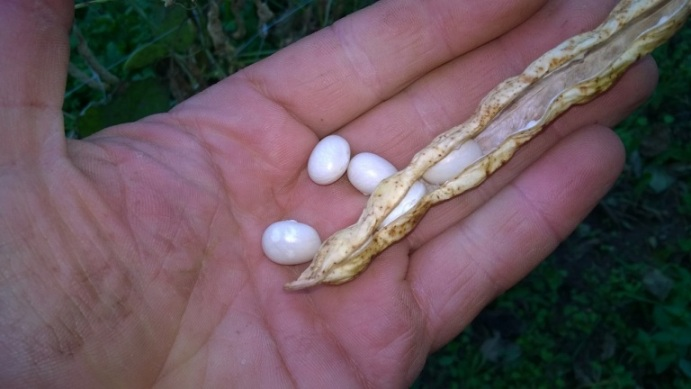
Fagioli della Regina di Gorga secchi

Sapore delicato, un'alta concentrazione di zuccheri, accentuata dalle caratteristiche ambientali (elevate quantità di magnesio), riesce a rendere lento il processo di trasformazione in amido conferendo ai fagioli un tipico sapore dolce ed una più elevata digeribilità. Non richiedono lunghe cotture: vanno gustati in zuppe e minestre o come contorno, ma anche freddi nelle insalate estive dove contribuiscono, grazie alle loro particolare sapidità, a fornire un sapore unico. Le caratteristiche principali che differenziano i fagioli di Gorga sono la tenerezza del prodotto, la cuticola sottile, la rapidità di cottura e la particolare sapidità.